# Великая Багачка
Вели́кая Бага́чка (укр. Велика Багачка) — посёлок городского типа, Великобагачанский поселковый совет, Миргородский район, Полтавская область, Украина.
Является административным центром Великобагачанского района и Великобагачанского поселкового совета, в который, кроме того, входят сёла Байрак, Буряковщина, Бутова Долина, Гарнокут, Довгалевка, Затон, Малая Решетиловка, Пилипенки и Шепели.

## Географическое положение
Посёлок городского типа Великая Багачка находится на правом берегу реки Псёл, выше по течению на расстоянии в 1,5 км расположено село Псельское, ниже по течению на расстоянии в 3 км расположено село Гарнокут, на противоположном берегу — сёла Малая Решетиловка и Затон. По селу протекает ручей с запрудами.

## История
На карте Гийома де Боплана, созданной в XVII веке, селение обозначено как Багачка. Возникло оно в результате казацкой колонизации.
С 1649 село Богачка стало сотенным городком Миргородского полка (в это время Богацкая сотня насчитывала 256 человек) и в 1654 году в составе Левобережной Украины вошла в состав Русского государства.
В 1657 году сотня участвовала в восстании Пушкаря и Барабаша против перешедшего на сторону Речи Посполитой гетмана И. Выговского, в 1658 году по распоряжению И. Выговского Богачка была разграблена крымскими татарами.
В ходе Северной войны местное население оказывало активную помощь русским войскам в боевых действиях против шведов.
В 1710 году в поселке построили церковь Рождества Богородицы.
С 1802 года Богачка относится к Миргородскому уезду Полтавской губернии. В 1839 году в Богачке создано волостное управление. На 1846 год в волостном центре проживало 2082 человека.
В 1847 году в Богачке открылось приходское училище на 50 детей.
В 1881 году была сооружена Троицкая церковь.
На 1910 год население Богачки составляло 3150 человек, здесь действовали винокуренный завод, две кузницы, водяная мельница, мастерская по изготовлению сукна, училище и земская больница на 5 коек. Большинство населения было занято в сельском хозяйстве, 120 человек занимались извозом, также имелись ремесленники (12 плотников, 18 портных, 17 сапожников, 5 столяров, 6 кузнецов, 5 ткачей).
В январе 1918 года здесь была установлена Советская власть, но в марте 1918 года селение было оккупировано немецкими войсками (которые оставались здесь до ноября 1918 года). В дальнейшем, в ходе гражданской войны власть несколько раз менялась, в начале декабря 1919 года Советская власть была восстановлена.
В марте 1923 года Богачка стала центром сельского Совета, в марте 1925 года — райцентром (Велико-Богачанский район). Тогда село стало называться Великой Богачкой (Великой Багачкой).
- C 1923 года — административный центр Велико-Богачанского района Полтавской губернии, вошедшего в 1932 году в образованную в том году Харьковскую область Украинской Советской Социалистической Республики.[8]

В 1927 году здесь возник кооперативный союз и две артели, началась электрификация.
17 января 1932 года здесь началось издание районной газеты.
В 1935 году были построены средняя школа на 300 учеников и Дом культуры.
В ходе Великой Отечественной войны с 15 сентября 1941 до 20 сентября 1943 селение находилось под немецкой оккупацией.
В соответствии с четвёртым пятилетним планом восстановления и развития народного хозяйства СССР посёлок был восстановлен, в 1946 году здесь был построен и введён в эксплуатацию промкомбинат.
В 1959 году Великая Багачка стала посёлком городского типа, численность населения в этом году составляла 4296 человек.
В 1968 году численность населения составляла 6,1 тыс. человек.
В 1978 году здесь действовали фабрика хозяйственных изделий, комбикормовый завод, мельница, две межколхозных строительных организации, комбинат бытового обслуживания, средняя школа, музыкальная школа, больница, поликлиника, санаторий, Дом культуры, кинотеатр и две библиотеки.
В январе 1989 года численность населения составляла 6322 человека.
В мае 1995 года Кабинет министров Украины утвердил решение о приватизации находившихся здесь райсельхозтехники и райсельхозхимии.
По состоянию на 1 января 2013 года численность населения составляла 5753 человека.

### Тарас Шевченко и Багачка
Летом и в октябре 1845 года здесь побывал Тарас Шевченко, когда по заданию Археологической комиссии описывал архитектурные и исторические памятники Полтавской губернии. Упоминания о Большой Богачке есть в повести «Близнецы» и в «Археологических заметках».
Сейчас в посёлке в честь Тараса Шевченко названа улица.

## Экономика
- Молочно-товарная ферма.
- Санаторий «Псёл» — минеральная вода «Великобагачанская».
- Великобагачанский комбикормовый завод, ООО.
- Великобагачанский коопзаготпром, КП.
- Великобагачанский райпотребсоюз.
- «Электрон», ЧП.
- «Великобагачанский будивельник», ООО.
- ООО «Доверие».
- «Короп», ЧП.

## Объекты социальной сферы
- Детский сад.
- Школа.

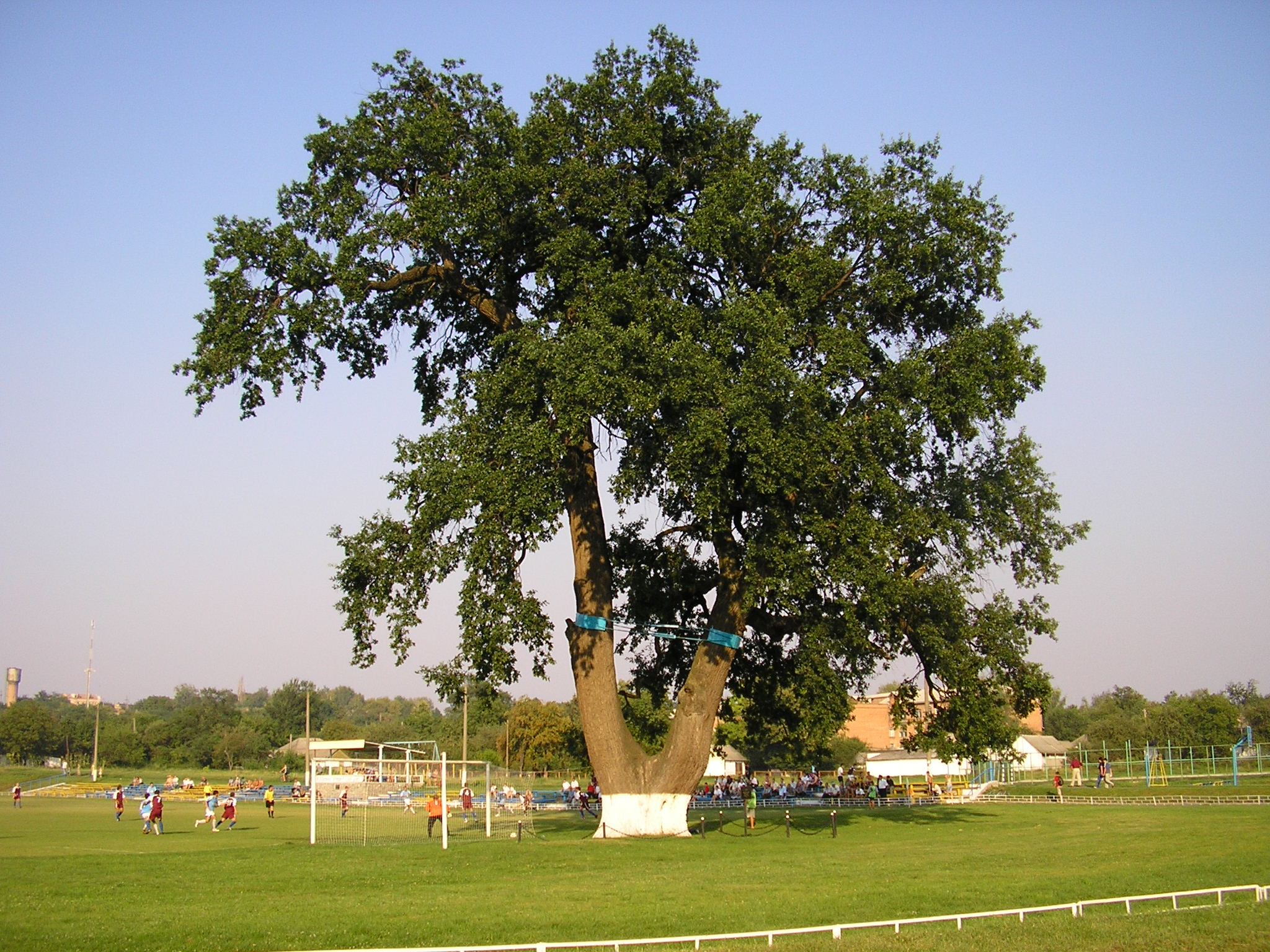
Стадион «Колос»

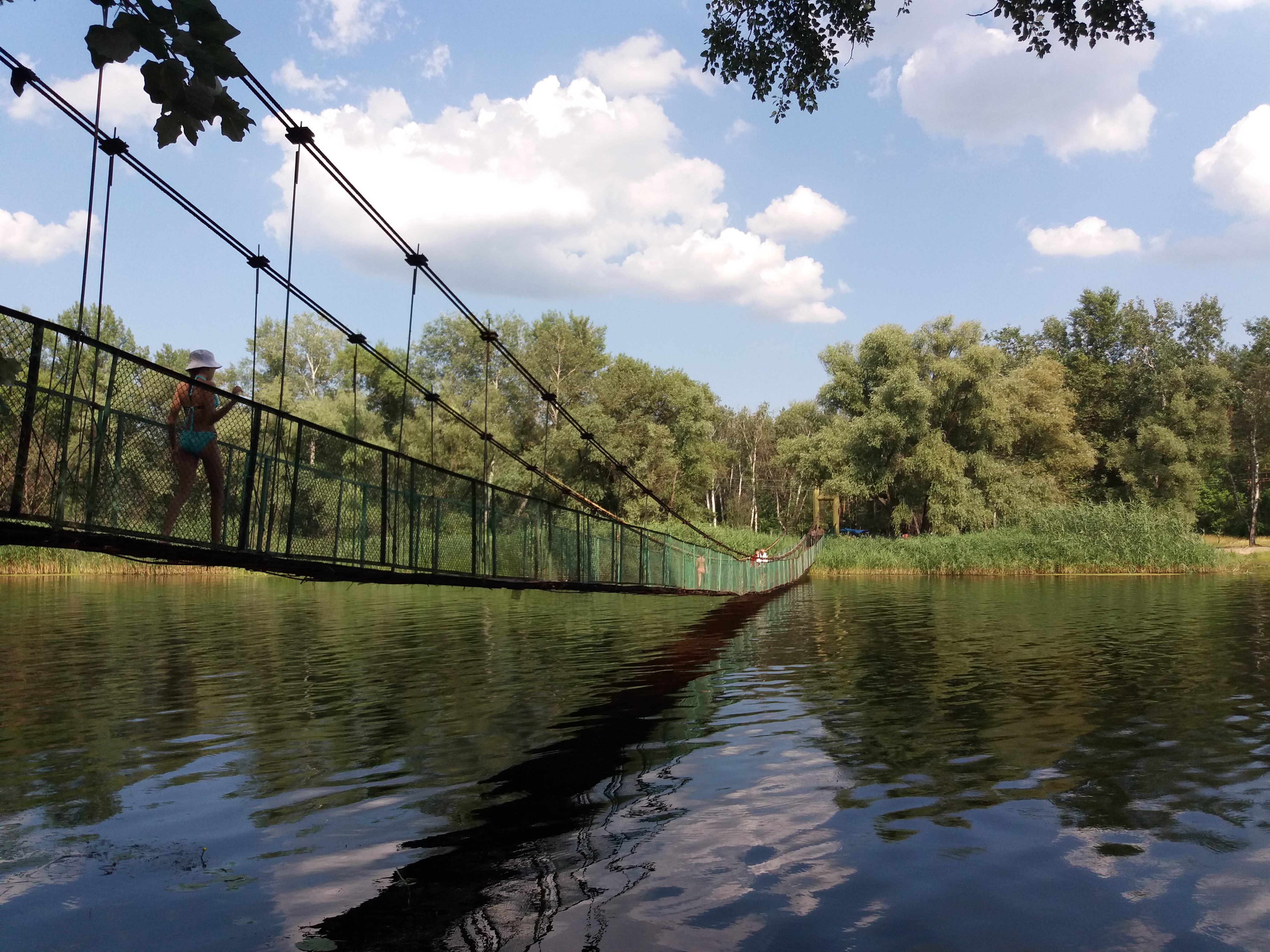
Подвесной мост через Псел

- Детская-юношеская спортивная школа.
- Районный центр народного творчества.
- Районный дом творчества детей и юношества.
- Фельдшерско-акушерский пункт.
- Больница.
- Стадион.

## Транспорт
В 18 км от селения находится станция Гоголево на железнодорожной линии Полтава — Ромодан. Через посёлок проходит автомобильная дорога Т-1719.

## Достопримечательности
- Памятник Тарасу Шевченко

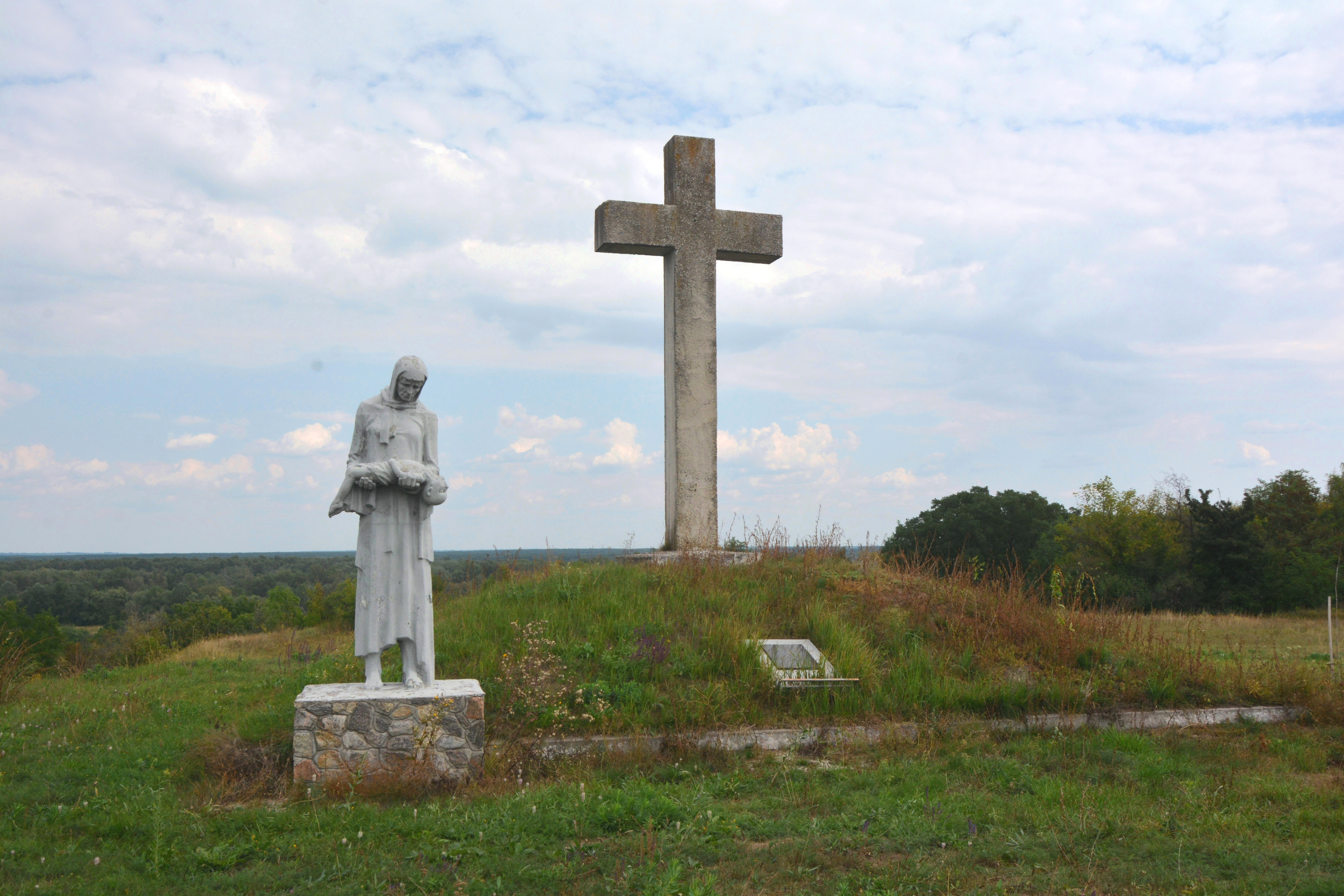
Мемориал жертв Голодомора

- Братская могила украинских казаков
- Мемориал жертв Голодомора (1932—1933)
- Мемориал Второй мировой войны
- Мемориал Афганской войны

## Люди, связанные с посёлком
- Кияшко, Григорий Григорьевич (1919, Великая Багачка — 1995) — Герой Советского Союза.
- Фёдор Кушнерик — известный кобзарь.
- Алексей Солод — полный кавалер ордена Славы.
- Всеволод Федынский — геофизик, член-корреспондент АН СССР.
- Шепель, Иван Иванович — Герой Советского Союза.
- Данько, Петр Григорьевич — краевед, писатель, потомственный козак. * Володимир Іванович Бутяга — кадровий український дипломат, Надзвичайний і Повноважний Посол України.